# Nalau Island
Nalau Island är en ö i Kanada.   Den ligger i Central Coast Regional District och provinsen British Columbia, i den sydvästra delen av landet, 3 800 km väster om huvudstaden Ottawa. Arean är 14 kvadratkilometer.
Terrängen på Nalau Island är platt. Öns högsta punkt är 210 meter över havet. Den sträcker sig 6,4 kilometer i nord-sydlig riktning, och 4,1 kilometer i öst-västlig riktning.
Klimatet i området är tempererat. Årsmedeltemperaturen i trakten är 5 °C. Den varmaste månaden är juli, då medeltemperaturen är 14 °C, och den kallaste är december, med −1 °C.